# Thomasomys macrotis
Thomasomys macrotis és una espècie de mamífer rosegador de la família dels cricètids. És endèmic del centre-nord del Perú, on viu a altituds d'entre 3.250 i 3.380 msnm. Es tracta d'un animal terrestre. Els seus hàbitats naturals són els boscos montans i les zones properes als páramos. Està amenaçat per la desforestació, la fragmentació del seu medi i l'agricultura.